# Lijst van voetbalinterlands Duitsland - Georgië
Deze lijst van voetbalinterlands is een overzicht van alle officiële voetbalwedstrijden tussen de nationale teams van Duitsland en Georgië. De landen speelden tot op heden vijf keer tegen elkaar. De eerste ontmoeting, een kwalificatiewedstrijd voor het Europees kampioenschap voetbal 1996, werd gespeeld op 29 maart 1995 in Tbilisi. Het laatste duel, een kwalificatiewedstrijd voor het Europees kampioenschap voetbal 2016, vond plaats in Leipzig op 11 oktober 2015.

## Wedstrijden
| № | Plaats     | Datum            | Competitie           | Wedstrijd           | Uitslag |
| - | ---------- | ---------------- | -------------------- | ------------------- | ------- |
| 1 | Tbilisi    | 29 maart 1995    | EK 1996 kwalificatie | Georgië – Duitsland | 0 – 2   |
| 2 | Neurenberg | 6 september 1995 | EK 1996 kwalificatie | Duitsland – Georgië | 4 – 1   |
| 3 | Rostock    | 7 oktober 2006   | Vriendschappelijk    | Duitsland – Georgië | 2 – 0   |
| 4 | Tbilisi    | 29 maart 2015    | EK 2016 kwalificatie | Georgië – Duitsland | 0 – 2   |
| 5 | Leipzig    | 11 oktober 2015  | EK 2016 kwalificatie | Duitsland – Georgië | 2 – 1   |

## Samenvatting
| Competitie        | Totaal gespeeld | Winst Duitsland | Gelijk | Winst Georgië | Doelsaldo Duitsland – Georgië |
| ----------------- | --------------- | --------------- | ------ | ------------- | ----------------------------- |
| EK-kwalificatie   | 4               | 4               | 0      | 0             | 10 − 2                        |
| Vriendschappelijk | 1               | 1               | 0      | 0             | 2 − 0                         |
| Totaal            | 5               | 5               | 0      | 0             | 12 − 2                        |

Wedstrijden bepaald door strafschoppen worden, in lijn met de FIFA, als een gelijkspel gerekend.

## Details

### Eerste ontmoeting
| EK 1996 kwalificatie (Tbilisi, 29 maart 1995): |       |                                           |
| Georgië                                        | 0 – 2 | Duitsland                                 |
|                                                | goals | 24' Jürgen Klinsmann 45' Jürgen Klinsmann |

### Tweede ontmoeting
| EK 1996 kwalificatie (Neurenberg, 6 september 1995):                     |       |                      |
| Duitsland                                                                | 4 – 1 | Georgië              |
| Andreas Möller 38' Christian Ziege 57' Ulf Kirsten 62' Markus Babbel 72' | goals | 28' Temoeri Ketsbaia |

### Derde ontmoeting
| Vriendschappelijk (Rostock, 7 oktober 2006):   |       |         |
| Duitsland                                      | 2 – 0 | Georgië |
| Bastian Schweinsteiger 24' Michael Ballack 67' | goals |         |

### Vierde ontmoeting
| EK 2016 kwalificatie (scheidsrechter Clément Turpin, Tbilisi, 29 maart 2015): |              | |
| Georgië | 0 – 2        | Duitsland |
| | goals        | 39' Marco Reus 44' Thomas Müller |
| Temoeri Ketsbaia | bondscoach   | Joachim Löw |
| Giorgi Loria Aleksandr Amisoelasjvili 4' Giorgi Navalovski Goeram Kasjia Oetsja Lobzjanidze Solomon Kverkvelia Aleksandr Kobachidze Dzjaba Kankava Tornike Okriasjvili 46' Kachaber Macharadze 63' Levan Mtsjedlidze | opstellingen | Manuel Neuer Jérôme Boateng Mats Hummels Jonas Hector Bastian Schweinsteiger Mesut Özil Toni Kroos Sebastian Rudy Marco Reus 85' Mario Götze 86' Thomas Müller |
| Lasja Dvali 4' Giorgi Tsjantoeria 46' Levan Kenia 63' | wissels      | 85' Lukas Podolski 86' André Schürrle |
| Kachaber Macharadze 32' Dzjaba Kankava 77' Giorgi Tsjantoeria 82' | gele kaarten | 75' Bastian Schweinsteiger |
| - Interlanddebuut van Lasha Dvali (Kasımpaşa) voor Georgië. |              | |

### Vijfde ontmoeting
| EK 2016 kwalificatie (scheidsrechter Pavel Královec, Leipzig, 11 oktober 2015):                                                                            |              | |
| Duitsland | 2 – 1        | Georgië |
| Thomas Müller 50' (pen.) Max Kruse 79' | goals        | 53' Dzjaba Kankava |
| Joachim Löw | bondscoach   | Kachaber Tschadadze |
| Manuel Neuer Jérôme Boateng Mats Hummels Jonas Hector Matthias Ginter Mesut Özil Toni Kroos İlkay Gündoğan André Schürrle 76' Thomas Müller Marco Reus 90' | opstellingen | Noekri Revisjvili Aleksandr Amisoelasjvili Giorgi Navalovski Goeram Kasjia Oetsja Lobzjanidze Solomon Kvirkvelia Tornike Okriasjvili Dzjaba Kankava 78' Nika Kvekveskiri 46' Nikoloz Gelasjvili 90' Valeri Kazaisjvili |
| Max Kruse 76' Karim Bellarabi 90' | wissels      | 46' Mate Vatsadze 78' Zoerab Chizanisjvili 90' Aleksandr Kobachidze |
| Mats Hummels 90+2' | gele kaarten | 33' Giorgi Navalovski 49' Noekri Revisjvili 71' Tornike Okriasjvili |

DFB · A-internationals · Bondscoaches · Duits vrouwenelftal · Olympisch elftal · Duitsland U21 · Duitsland U20 · Duitsland U19 · Duitsland U18 · Duitsland U17 · Duitsland U16 · Vrouwen U17
1905 – 1919 · 
1920 – 1929 · 
1930 – 1939 · 
1940 – 1949 · 
1950 – 1959 · 
1960 – 1969 · 
1970 – 1979 · 
1980 – 1989 · 
1990 – 1999 · 
2000 – 2009 · 
2010 – 2019 · 
2020 – 2029
EK's: 1972 · 
1976 · 
1980 · 
1984 · 
1988 · 
1992 · 
1996 · 
2000 · 
2004 · 
2008 · 
2012 · 
2016 · 
2020 · 
2024
CC: 1999 · 
2005 · 
2017
WK's: 1934 ·
1938 · 
1954 · 
1958 · 
1962 · 
1966 · 
1970 · 
1974 · 
1978 · 
1982 · 
1986 · 
1990 · 
1994 · 
1998 · 
2002 · 
2006 · 
2010 · 
2014 · 
2018 · 
2022
OS: 1912 ·
1928 ·
1936 ·
2016 ·
2020
Albanië ·
Algerije ·
Argentinië ·
Armenië ·
Australië ·
Azerbeidzjan ·
België ·
Bohemen en Moravië ·
Bolivia ·
Bosnië en Herzegovina ·
Brazilië ·
Bulgarije ·
Canada ·
Chili ·
China ·
Colombia ·
Costa Rica ·
Cyprus ·
DDR ·
Denemarken ·
Ecuador ·
Egypte ·
Engeland ·
Estland ·
Faeröer ·
Finland ·
Frankrijk ·
Georgië ·
Ghana ·
Gibraltar ·
GOS ·
Griekenland ·
Hongarije ·
Ierland ·
IJsland ·
Iran ·
Israël ·
Italië ·
Ivoorkust ·
Japan ·
Joegoslavië ·
Kameroen ·
Kazachstan ·
Koeweit ·
Kroatië ·
Letland ·
Liechtenstein ·
Litouwen ·
Luxemburg ·
Malta ·
Marokko ·
Mexico ·
Moldavië ·
Nederland ·
Nieuw-Zeeland ·
Nigeria ·
Noord-Ierland ·
Noord-Macedonië ·
Noorwegen ·
Oekraïne ·
Oman ·
Oostenrijk ·
Paraguay ·
Peru ·
Polen ·
Portugal ·
Roemenië ·
Rusland ·
Saarland ·
San Marino ·
Saoedi-Arabië ·
Schotland ·
Servië ·
Servië en Montenegro · 
Slovenië ·
Slowakije ·
Sovjet-Unie ·
Spanje ·
Thailand ·
Tsjechië ·
Tsjecho-Slowakije ·
Tunesië ·
Turkije ·
Uruguay ·
Verenigde Arabische Emiraten ·
Verenigde Staten ·
Wales ·
Wit-Rusland ·
Zuid-Afrika ·
Zuid-Korea ·
Zweden ·
Zwitserland
Algerije (1982) · 
Algerije (2014) · 
Argentinië (1986) ·
Argentinië (1990) ·
Argentinië (2006) ·
Argentinië (2014) · 
Australië (2010) ·
België (1980) · 
Brazilië (2002) ·
Brazilië (2014) · 
Chili (1982) ·
Costa Rica (2006) ·
Denemarken (1992) ·
Denemarken (2012) · 
Ecuador (2006) ·
Engeland (1966) ·
Engeland (1982) ·
Engeland (2010) ·
Engeland (2021) ·
Frankrijk (2014) · 
Frankrijk (2021) · 
Ghana (2014) ·
Griekenland (2012) · 
Hongarije (1954, 2) ·
Hongarije (2021) ·
Italië (1982) ·
Italië (2006) ·
Italië (2012) · 
Japan (2022) · 
Kroatië (2008) ·
Mexico (2018) ·
Nederland (1974) ·
Nederland (2012) ·
Oekraïne (2016) ·
Oostenrijk (1982) ·
Oostenrijk (2008) ·
Polen (2006) ·
Polen (2008) ·
Polen (2016) ·
Portugal (2006) ·
Portugal (2008) ·
Portugal (2012) ·
Portugal (2014) ·
Portugal (2021) ·
Servië (2010) ·
Sovjet-Unie (1972) · 
Spanje (1982) ·
Spanje (2008) ·
Spanje (2022) ·
Tsjechië (1996, 2) · 
Tsjecho-Slowakije (1976) ·
Turkije (2008) ·
Verenigde Staten (2014) ·
Zuid-Korea (2018) ·
Zweden (2006)
GFF · A-internationals · Bondscoaches · Statistieken · Georgisch vrouwenelftal · Georgië U21 · Georgië U20 · Georgië U19 · Georgië U18 · Georgië U17 · Georgië U16
1990 – 1999 ·
2000 – 2009 ·
2010 – 2019 ·
2020 − 2029
1990 · 
1991 · 
1992 · 
1993 · 
1994 · 
1995 · 
1996 · 
1997 · 
1998 · 
1999 · 
2000 · 
2001 · 
2002 · 
2003 · 
2004 · 
2005 · 
2006 · 
2007 · 
2008 · 
2009 · 
2010 · 
2011 · 
2012 · 
2013 · 
2014 · 
2015 ·
2016 ·
2017 ·
2018 ·
2019 ·
2020 ·
2021 ·
2022 ·
2023 ·
2024
Albanië ·
Andorra ·
Armenië ·
Azerbeidzjan ·
Bosnië en Herzegovina ·
Bulgarije ·
Cyprus ·
Denemarken ·
Duitsland ·
Egypte ·
Engeland ·
Estland ·
Faeröer ·
Finland ·
Frankrijk ·
Gibraltar ·
Griekenland ·
Hongarije ·
Ierland ·
IJsland ·
Iran ·
Israël ·
Italië ·
Jordanië ·
Kameroen ·
Kazachstan ·
Kosovo ·
Kroatië ·
Letland ·
Libanon ·
Liechtenstein ·
Litouwen ·
Luxemburg ·
Malta ·
Marokko ·
Moldavië ·
Mongolië ·
Montenegro · 
Nederland ·
Nieuw-Zeeland ·
Nigeria ·
Noord-Ierland ·
Noord-Macedonië ·
Noorwegen ·
Oekraïne ·
Oezbekistan ·
Oostenrijk ·
Paraguay ·
Polen ·
Portugal ·
Qatar ·
Roemenië ·
Rusland ·
Saint Kitts en Nevis ·
Saoedi-Arabië ·
Schotland ·
Servië ·
Slovenië ·
Slowakije ·
Spanje ·
Thailand ·
Tsjechië ·
Tunesië ·
Turkije ·
Uruguay ·
Verenigde Arabische Emiraten ·
Wales ·
Wit-Rusland ·
Zuid-Afrika ·
Zuid-Korea ·
Zweden ·
Zwitserland